# Nieuw-Loosdrecht
Nieuw-Loosdrecht is een dorp in de gemeente Wijdemeren, in de Nederlandse provincie Noord-Holland. Samen met Oud-Loosdrecht vormt het Loosdrecht. Het dorp heeft 5750 inwoners (2008).

## Sijpe
Nieuw-Loosdrecht wordt eind dertiende eeuw voor het eerst genoemd. Het heette toen de Zijpe (Sijpe/Sype/Sipe) en had slechts weinig bewoners.

## Oud Loosdrecht
Oud-Loosdrecht had een eigen parochie (moederkerk) en had in de Sijpe een kapel. In 1400 werd door Frederik van Blankenheim, bisschop van Utrecht, deze Zijpse kapel tot een zelfstandige parochiekerk verheven. De moederkerk werd de Oude Kerck genoemd en de Zijpse kerk dus de Nieuwe Kerk. Zo ontstonden de beide dorpsnamen Oud-Loosdrecht en Nieuw-Loosdrecht.

## Sypestein
De adellijke familie Van Sypesteyn (spreek uit ‘Siepestein’) meende, dat hun stamouders in de dertiende eeuw een kasteel in de Sijpe zouden hebben gehad en dat de kapel aldaar de slotkapel moest wezen. Dit is nooit bewezen en hoogstwaarschijnlijk niet waar. Niettemin liet de jonkheer begin twintigste eeuw een kasteel bouwen op de plaats van deze boerderij, die schuin tegenover de Sijpekerk stond. Dit werd het huidige Kasteel-museum Sypesteyn. Sindsdien is er steeds verwarring over de uitspraak.

## Geboren in Nieuw-Loosdrecht
- Jan Troost (1958-2023), activist in de gehandicaptenbeweging
- Feike Sijbesma (1959), bestuurder

## Vernoemingen
In de zuidelijke nieuwbouwwijk zijn de straatnamen naar verschillende klassen van zeilboten genoemd. De straatnaamborden aan het begin en eind van de straat hebben behalve de naam ook een kleine afbeelding van het bij die klasse behorend zeilteken.

## Galerij

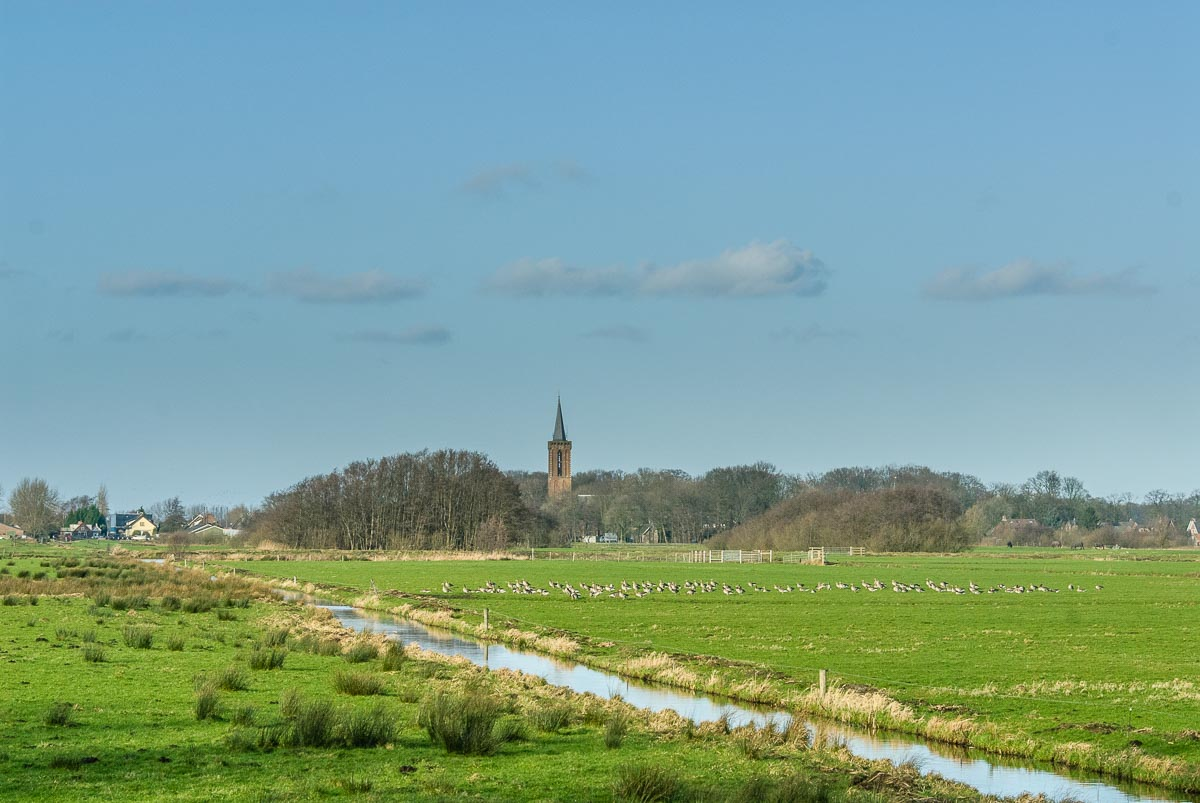
Nieuw-Loosdrecht
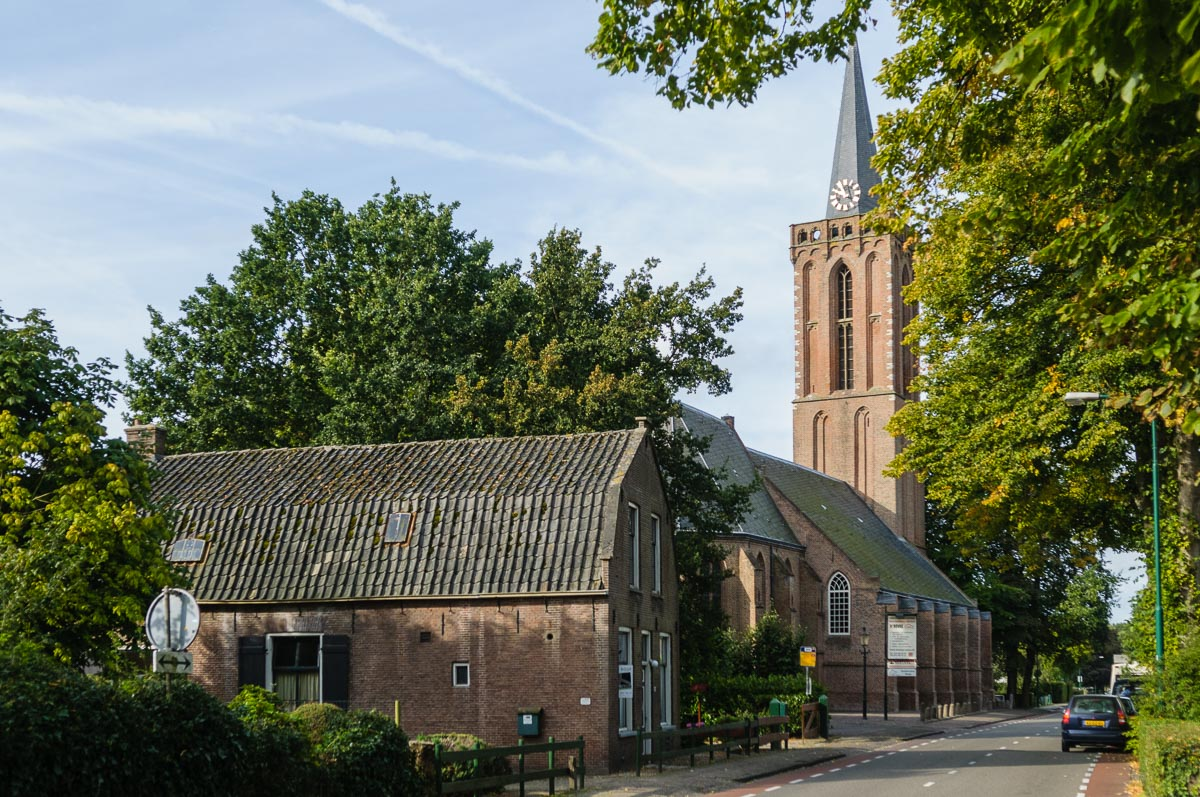
Sijpekerk
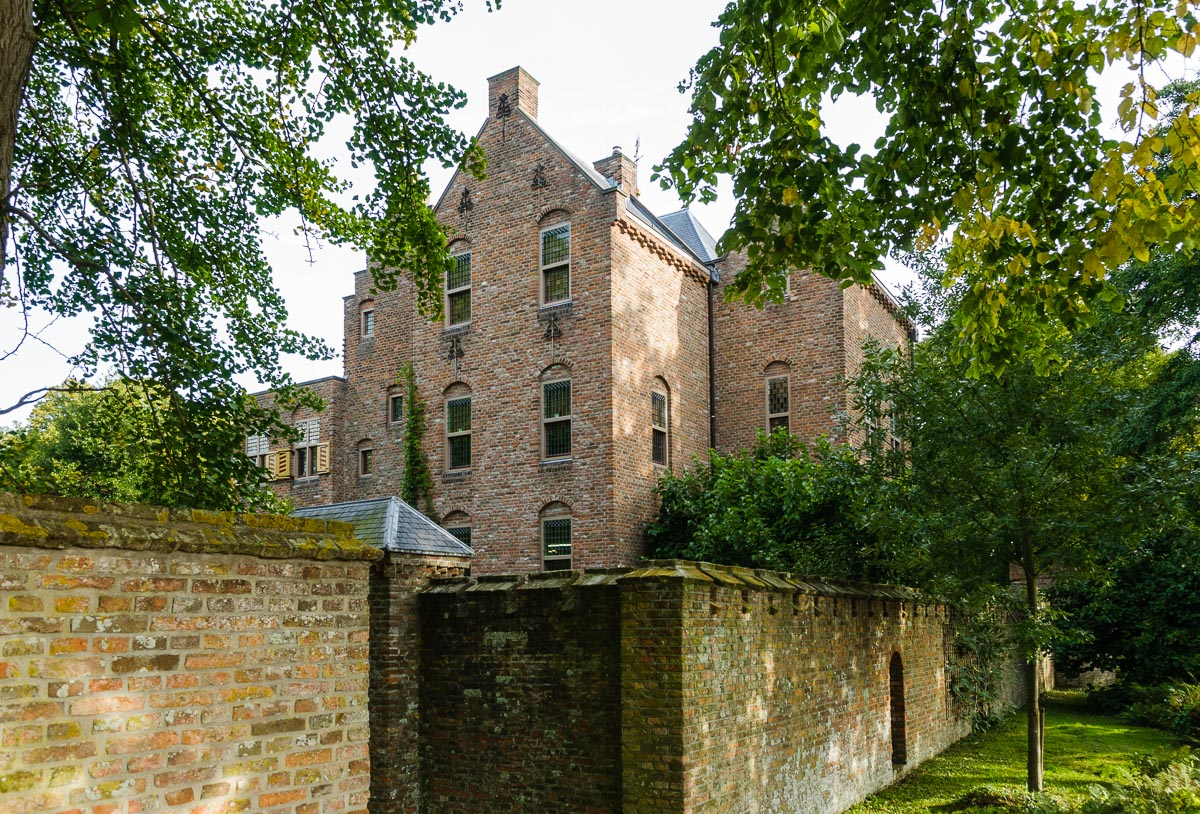
kasteel Sypesteyn
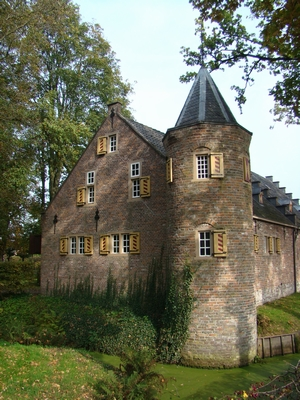
Poortgebouw van Kasteel Sypesteyn

- MusicBrainz: a83bc086-fcb7-451d-9665-9c7b4ccaae41

Dorpen: Ankeveen · 's-Graveland · Kortenhoef · Nieuw-Loosdrecht · Nederhorst den Berg · Oud-Loosdrecht

Buurtschappen: Boomhoek · Breukeleveen · Hinderdam · Horstermeer · Muyeveld · Overmeer

Noord-Holland: Steden en dorpen in Noord-Holland      Nederland: Provincies · Gemeenten